# Fundulus majalis
Fundulus majalis es una especie de pez de la familia de los fundúlidos en el orden de los ciprinodontiformes.

## Morfología
Los machos pueden llegar a los 15 cm de longitud total.

## Distribución geográfica
Se encuentran en Norteamérica: Estados Unidos y el norte del Golfo de México.